# Пожарная охрана

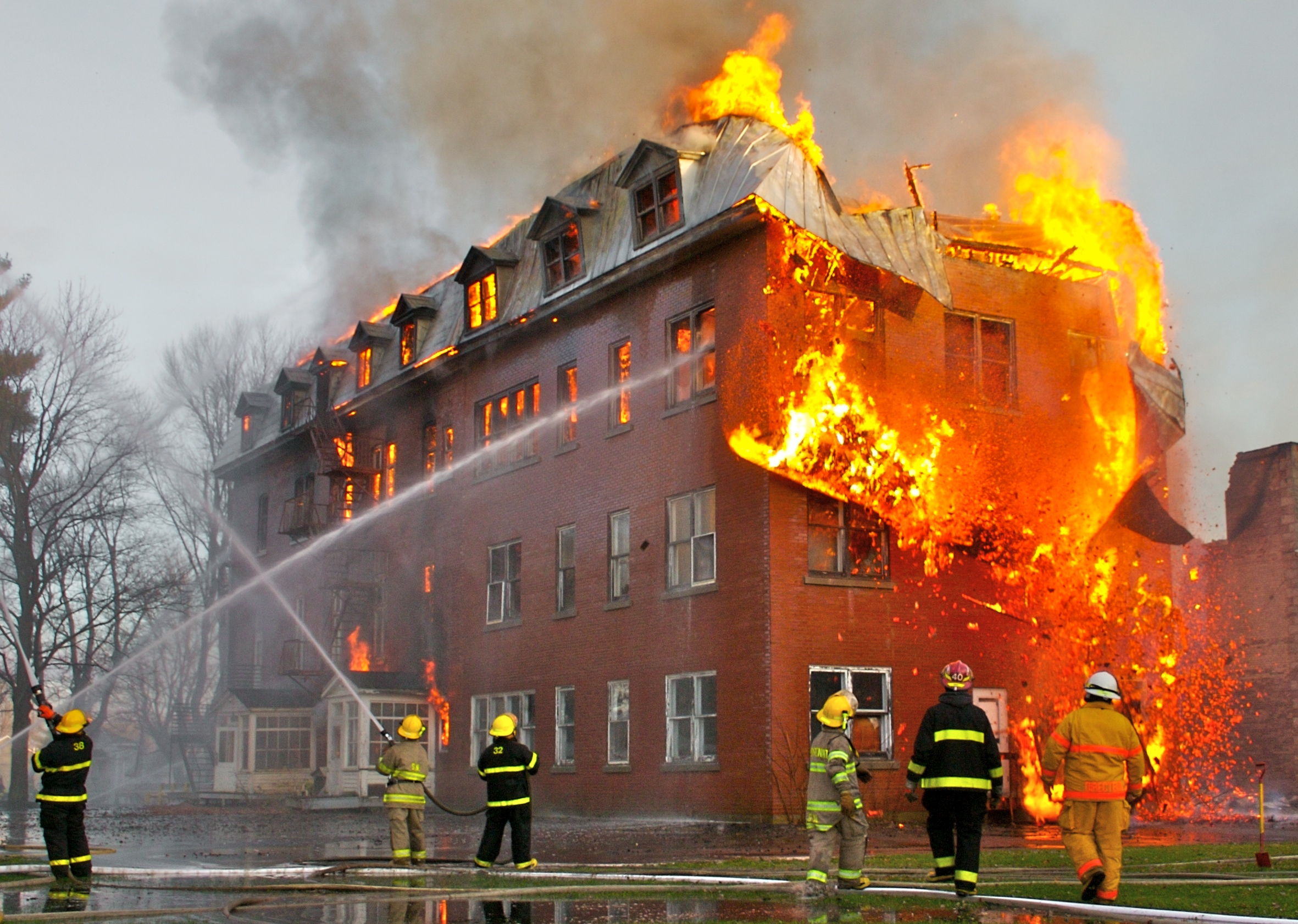
Пожарные борются с пожаром

Пожарная охрана — совокупность созданных в установленном порядке органов управления, подразделений и организаций, предназначенных для организации профилактики пожаров, их тушения и проведения возложенных на них аварийно-спасательных работ.

## История

### Древний Рим
Первая в Риме пожарная бригада количеством в пятьсот человек появилась в I столетии до н. э., её сформировал из своих рабов Марк Красс. Поскольку Красс был крупным застройщиком своего времени, его рабы не тушили пожар до тех пор, пока он сам не прибывал на место происшествия и не отдавал приказ потушить пожар. После смерти Красса такую же бригаду из рабов сформировал Марк Руфий, — древнеримские пожарные тушили пожары вёдрами, передаваемыми по цепочке, патрулировали улицы, ловили и наказывали нарушителей пожарной безопасности. Император Август в 24 году до н. э. учредил в Риме государственную пожарную службу, состоявшую из шестисот рабов-пожарных, несших службу на семи пожарных станциях в разных районах Рима.

### Англия
После Великого лондонского пожара 1666 года тушением пожаров в Лондоне занялись страховые компании. Владельцы домов платили страховые взносы, а страховщики прибивали к домам специальные «пожарные знаки» с указанием страховой компании. На пожар выезжали пожарные команды от разных страховых компаний. Проверив пожарные знаки, они начинали тушить пожар, если дом был застрахован в данной компании. Если же на доме не было знаков, то пожарные не тушили его, а лишь следили за соседними застрахованными домами, чтобы им не было причинено ущерба. В 1833 году десять страховых компаний Лондона создали единую пожарную охрану. Лишь в 1866 году она стала государственной.

### История пожарной охраны в России

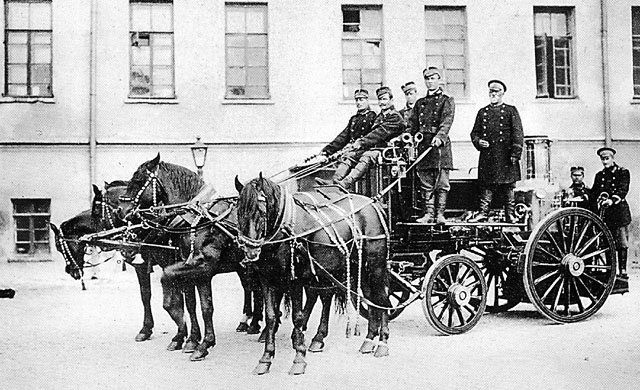
Пожарная охрана Москвы, 1900 год

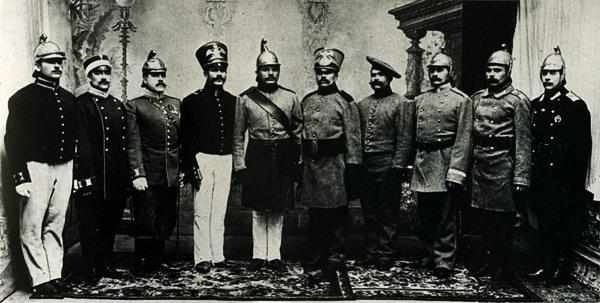
Пожарные Российской Империи в форме разных времён. Фото К. К. Буллы, 1903 год

В 1472 году Великий князь Иван III, во главе царской дружины участвовавший в тушении пожара в Москве и получивший на нём ожоги, издал указ о мерах пожарной безопасности в городе.
В 1504 году в Москве создана первая пожарно-сторожевая охрана.
В 1549 году царь Иван Грозный издал специальный указ о мерах противопожарной защиты в городах.
В 1624 году в России организована первая специализированная пожарная команда.
Весной 1649 года царь Алексей Михаилович издал «Наказ о градском благочинии», содержащий основные положения, присущие пожарной охране: определены её штатный состав, техническое обеспечение, источники финансирования, установлено постоянное дежурство, предусмотрено наказание жителей за нарушения правил обращения с огнём. Эти положения распространились на все города России.
В Российской империи успешно функционировало «Императорское российское пожарное общество», под патронажем которого было создано общество «Голубой Крест», которое оказывало всевозможную поддержку пожарным пострадавшим при выполнении должностных обязанностей; если пожарный погибал, то помощь оказывалась членам его семьи.
17 апреля 1918 года уже в Советской России издан Декрет «Об организации государственных мер борьбы с огнём».
В 1930 году проведена военизация пожарной охраны транспорта, на базе которой создана военизированная пожарная охрана НКПС СССР. Срок службы военизированного состава составлял не менее двух лет.
В 1934 году в составе НКВД СССР организовано Главное управление пожарной охраны. Для охраны пожароопасных и особо важных промышленных объектов и крупных административных центров создана военизированная Пожарная охрана НКВД.
В 1936 году утверждено Положение о Государственном пожарном надзоре.
В годы Великой Отечественной войны пожарная охрана стала своеобразным щитом, обороняющим от огня военные объекты, критически важные объекты, населенные пункты. В первые месяцы войны основную тяжесть борьбы с пожарами, возникавшими при налетах вражеской авиации, пришлось выдерживать городским профессиональным пожарным командам. Многие огнеборцы сражались с врагом в партизанских отрядах.
В первые послевоенные годы восстановились и приступили к производству пожарной техники Московский, Горьковский, Варгашинский, Грабовский, Новоторжский автозаводы, Ливенский и Запорожский заводы по производству мотопомп. Было принято решение, положившее начало техническому перевооружению пожарной охраны страны.
В 1957 году открылся факультет инженеров противопожарной техники и безопасности при Высшей школе МВД СССР. В крупных городах были образованы пожарно-испытательные станции.
В СССР с 1966 года руководство пожарной охраной осуществляло МВД СССР, в состав которого входили Государственный пожарный надзор, осуществлявший работу по профилактике пожаров на строящихся и эксплуатируемых зданиях и сооружениях, а также подразделения военизированной пожарной охраны и профессиональной пожарной охраны, которые тушили пожары в городах, на промышленных и других объектах народного хозяйства.
Некоторые министерства и ведомства (например, Министерство путей сообщения СССР, Министерство лесного хозяйства, Главнефтеснаб) имели собственную ведомственную пожарную охрану.
Военизированная пожарная охрана организовывалась в городах, являющихся важнейшими административными центрами СССР, а также на промышленных и других объектах, имеющих особо важное значение или повышенную пожаро- и взрывоопасность. Профессиональная пожарная охрана создавалась в городах, поселках городского типа, районных центрах, а также на объектах народного хозяйства.
На 1990 год военизированная и профессиональная пожарная охрана МВД СССР, охраняла предприятия, организации, учреждения на основании договора за их счет.
МВД РСФСР в 1991 образовало аварийно-спасательные структуры в составе подразделений военизированной пожарной охраны, обеспечив создание единой противопожарной и аварийно-спасательной службы.

## Пожарная охрана по странам

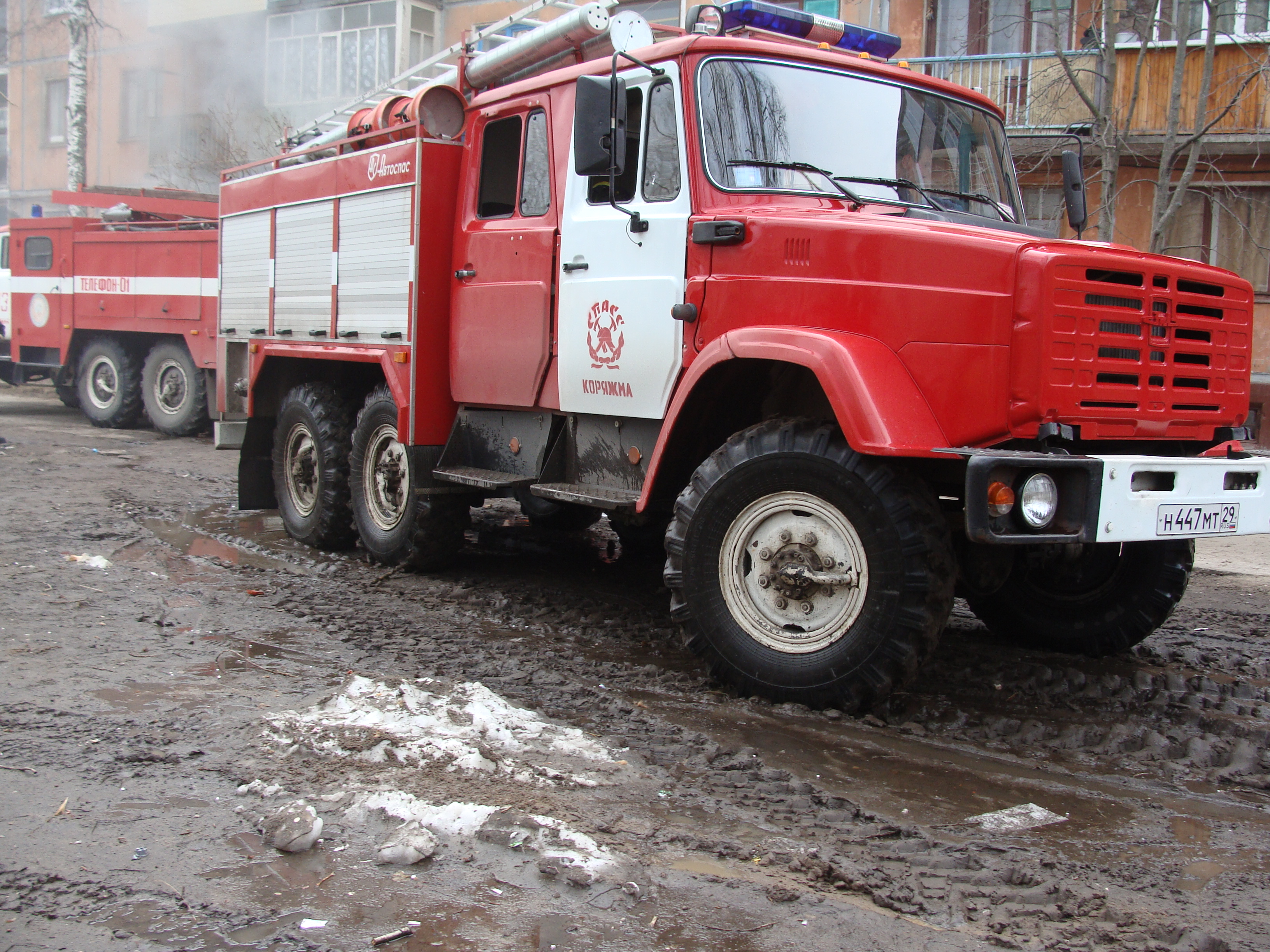
Тушение пожара частной пожарной охраной совместно с противопожарной службой субъекта федерации

### Россия
Пожарная охрана в России подразделяется на следующие виды (численность подразделений пожарной охраны в России по данным МЧС России на март 2010):
- государственная противопожарная служба (см. Государственная противопожарная служба Российской Федерации)
  - договорные формирования — 16 тысяч человек (договорными могут быть части федеральной и службы субъектов);
  - федеральная противопожарная служба — 150 тыс. человек;
  - противопожарная служба субъектов — 52 тыс. человек;
- муниципальная пожарная охрана — 13 тыс. человек;
- ведомственная пожарная охрана — 36 тыс. человек;
- частная пожарная охрана — 7 тыс. человек;
- добровольная пожарная охрана — более 70 тыс.[15].

### США
см. США

### Малайзия
Противопожарная служба Малайзии («Fire Service Department Malaysia») является государственной и интегрирует в себе функции управления тушением и спасением и располагает профессиональными пожарными командами, подразделениями по профилактике пожаров и собственным учебным заведением.
Напряженный ритм дорожного движения во многих городах этой азиатской страны с населением сильно затрудняет подъезд к месту пожара или другой ЧС. Этот фактор и послужил основанием для создания в 2005 году в противопожарной службе первых мотоподразделений.
Каждое мотоподразделение пожарной охраны состоит из трех мотоциклов модели «Honda СВ 1300» с четырёхцилиндровыми четырёхтактными серийными моторами водяного охлаждения мощностью в 116 лошадиных сил. Машины имеют пятиступенчатую коробку передач и конечную цепную передачу с нанесенным на их бортах обозначением «Спасение», «Насос» и «Снаряжение». Они снаряжены: комплектом электроприводного аварийноспасательного инструмента «Holmatro», в том числе ножницами и разжимами с усилием до 3 тонн; устройством импульсного пожаротушения «IFЕХ»; погружными насосами и оборудованием для водоподачи; комплектом пожарных рукавов.
Своеобразное мотозвено состоит из трёх человек.

### Япония

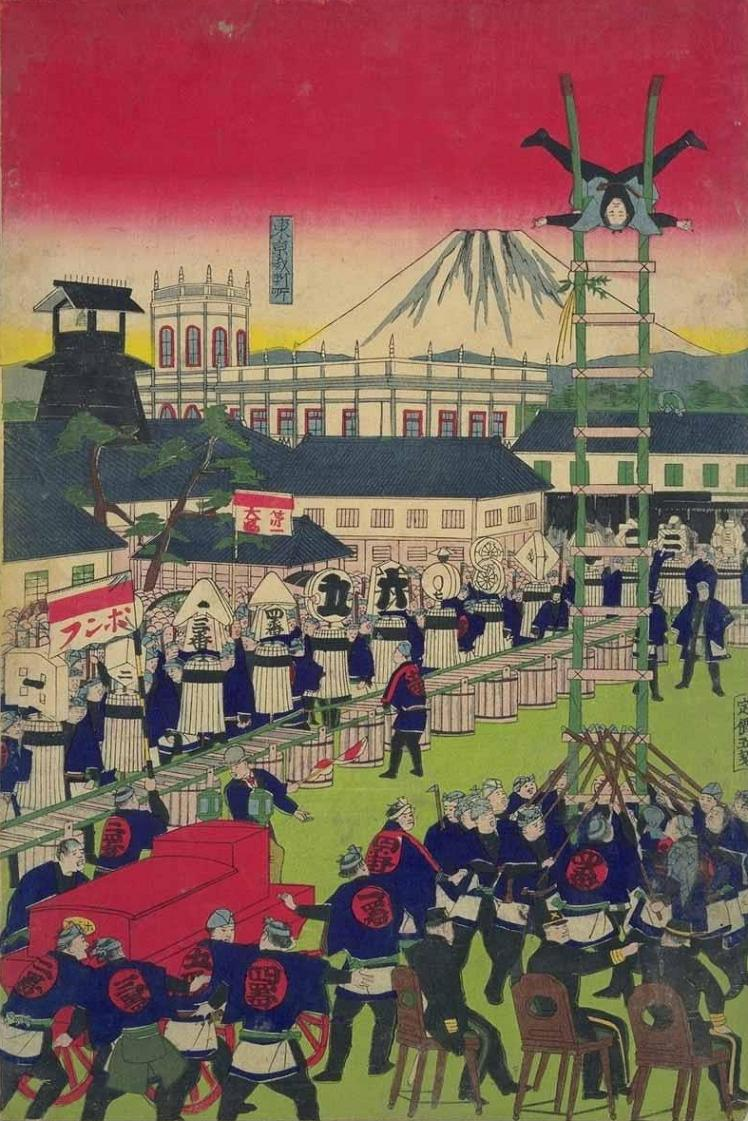
Гравюра Утагавы Ёситоры XIX века с изображением соревнований пожарных

Создание противопожарных формирований в городах Японии началось в эпоху Эдо (1603 - 1867 гг.) — наиболее известной являлась противопожарная служба в Киото. В 1864 году Киото серьёзно пострадал от пожара, и во время революции Мэйдзи пожарная служба была реорганизована с учётом опыта стран континентальной Европы. После вступления Японии во вторую мировую войну и начала бомбардировок Японских островов началось развитие пожарных служб. После капитуляции Японской империи 2 сентября 1945 года государственные структуры (в том числе, уже созданная единая централизованная противопожарная служба) были расформированы, однако создание новых противопожарных формирований в стране началось ещё до того, как в 1948 году были утверждены и вступили в законную силу нормативно-правовые документы о структуре новых органов государственной власти и их функциях - уже 15 января 1947 года департамент по борьбе с пожарами был организован в составе министерства внутренних дел. 3 марта 1948 года был принят закон о пожарной охране. Интересной традицией, сохранившейся до настоящего времени, являются театрализованные выступления в жанре исторической реконструкции, проводимые действующими сотрудниками пожарной службы (которые демонстрируют зрителям навыки тушения очага возгорания в одежде и снаряжении пожарных эпохи Эдо - и с использованием инструментов, имевшегося у пожарных того времени).

## Действия пожарной охраны по тушению пожаров

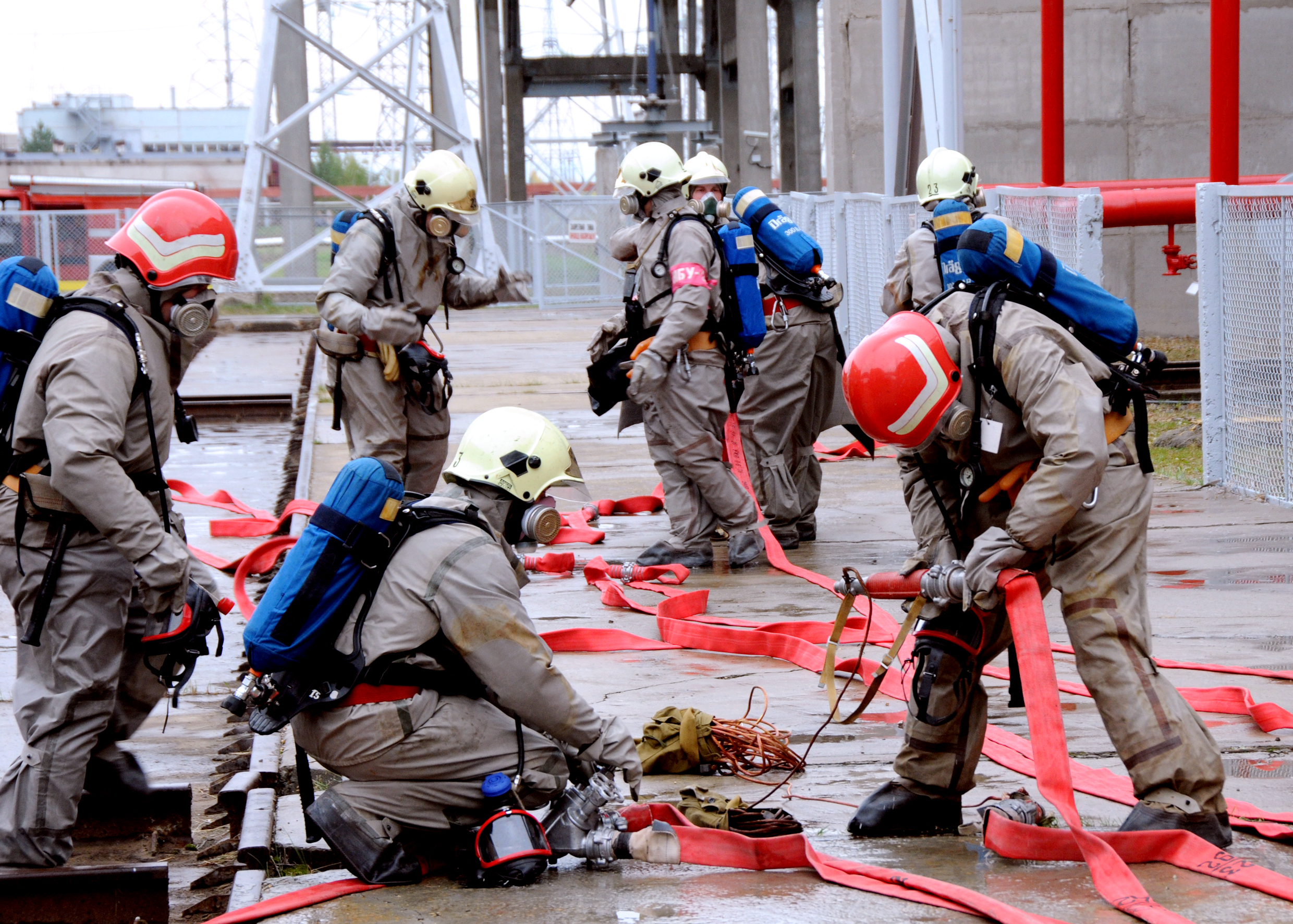
Боевое развёртывание. Учения на Балаковской АЭС.

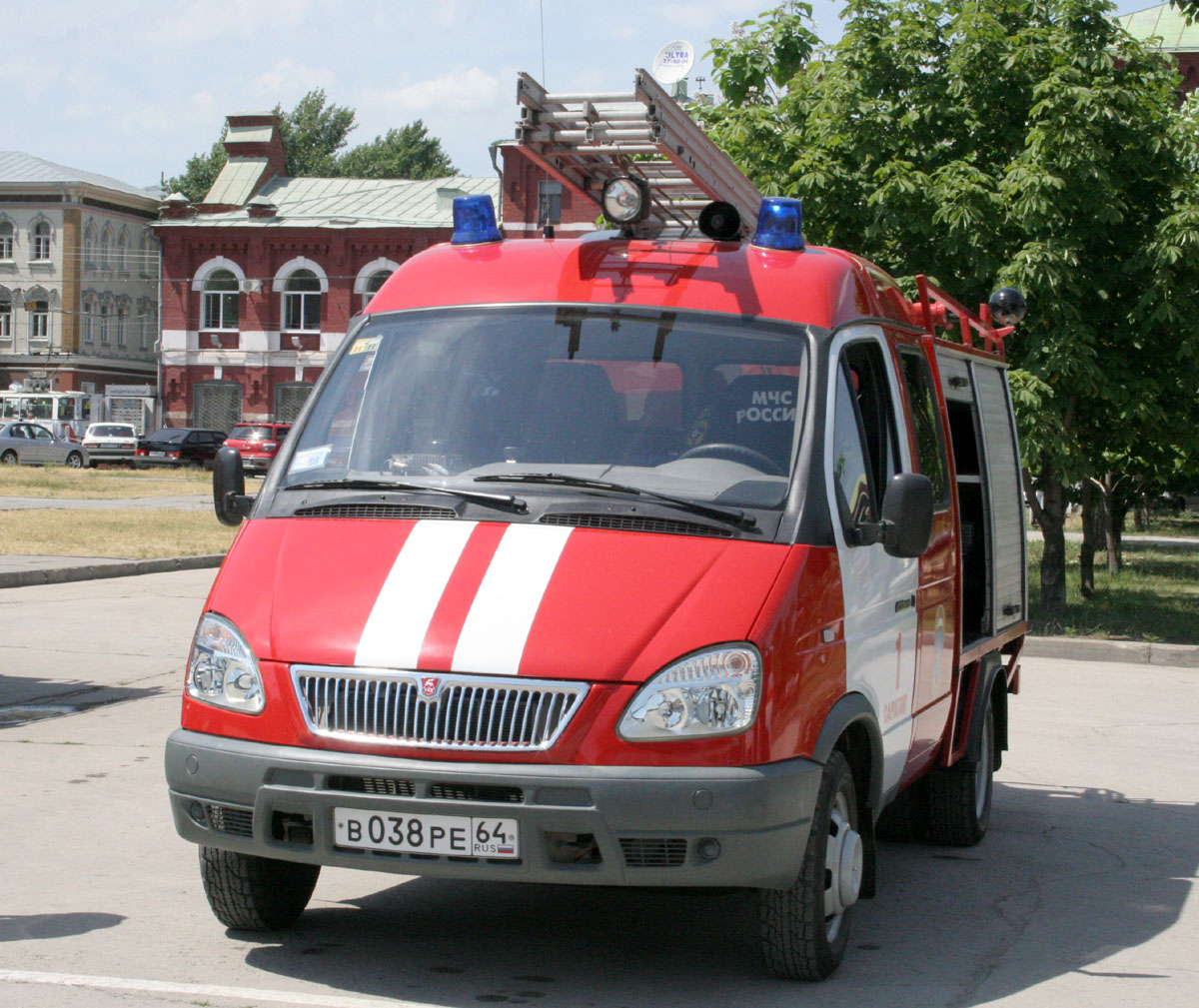
Пожарный автомобиль на базе «Газели»

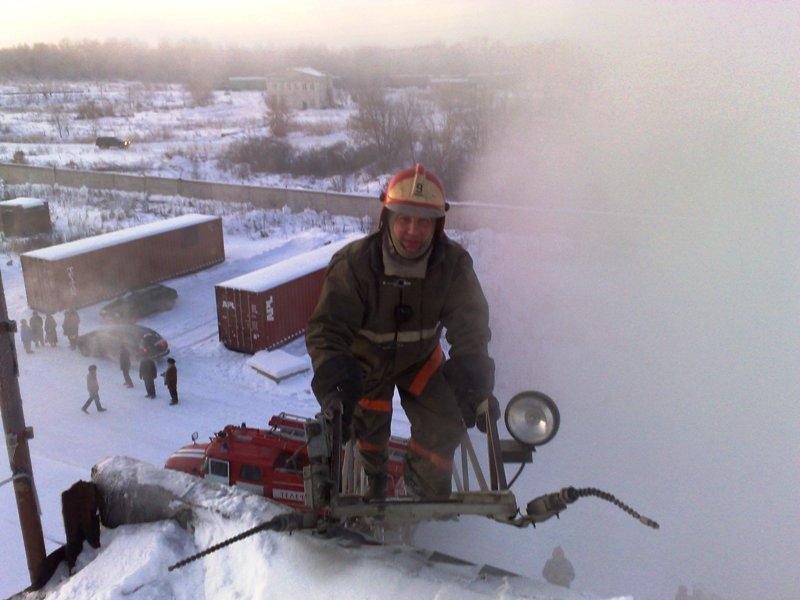
Использование автолестницы

Боевые действия по тушению пожаров начинаются с момента получения сообщения о пожаре пожарной охраной, считаются законченными по восстановлению боевой готовности подразделения и включают в себя:
- прием и обработку сообщения о пожаре (вызове);
- выезд и следование к месту пожара (вызова);
- разведку места пожара;
- аварийно-спасательные работы, связанные с тушением пожаров;
- развертывание сил и средств;
- ликвидацию горения;
- специальные работы;
- сбор и возвращение к месту постоянного расположения.

Разведка места пожара, аварийно-спасательные работы, связанные с тушением пожаров, развертывание сил и средств, ликвидация горения и специальные работы, по решению руководителя тушения пожара и при достаточности сил и средств на месте пожара, выполняются одновременно.

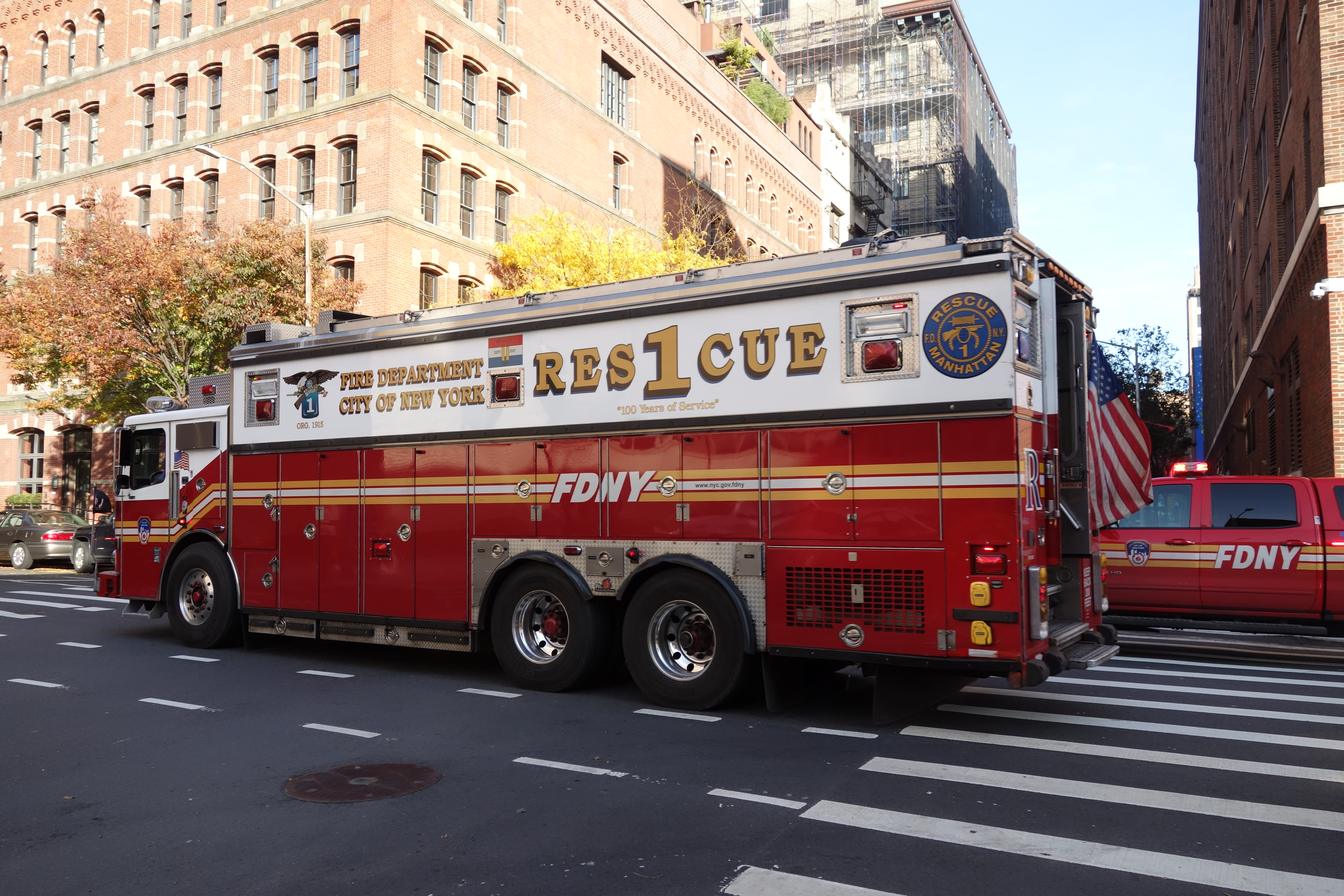
Пожарный автомобиль в Нью-Йорке

При тушении пожаров проводятся необходимые действия по обеспечению безопасности людей, спасению имущества, в том числе:
- проникновение в места распространения (возможного распространения) пожаров и их опасных проявлений;
- создание условий, препятствующих развитию пожаров и обеспечивающих их ликвидацию;
- использование на безвозмездной основе средств связи, транспорта, оборудования;
- ограничение или запрещение доступа к местам пожаров, а также ограничение или запрещение движения транспорта и пешеходов на прилегающих к ним территориях;
- эвакуация с мест пожаров людей и имущества.

Непосредственное руководство тушением пожара осуществляется руководителем тушения пожара (РТП) — прибывшим на пожар старшим оперативным должностным лицом пожарной охраны (если не установлено иное), которое управляет на принципах единоначалия личным составом пожарной охраны, участвующим в выполнении боевых действий по тушению пожара, а также привлеченными к тушению пожара силами. Руководитель тушения пожара отвечает за выполнение боевой задачи, за безопасность личного состава пожарной охраны участвующего в выполнении боевых действий по тушению пожара, и привлеченных к тушению пожара сил. Руководитель тушения пожара устанавливает границы территории, на которой осуществляются боевые действия по тушению пожара, порядок и особенности указанных действий, а также принимает решения о спасении людей, имущества при пожаре. При необходимости руководитель тушения пожара принимает иные решения, в том числе ограничивающие права должностных лиц и граждан на указанной территории.

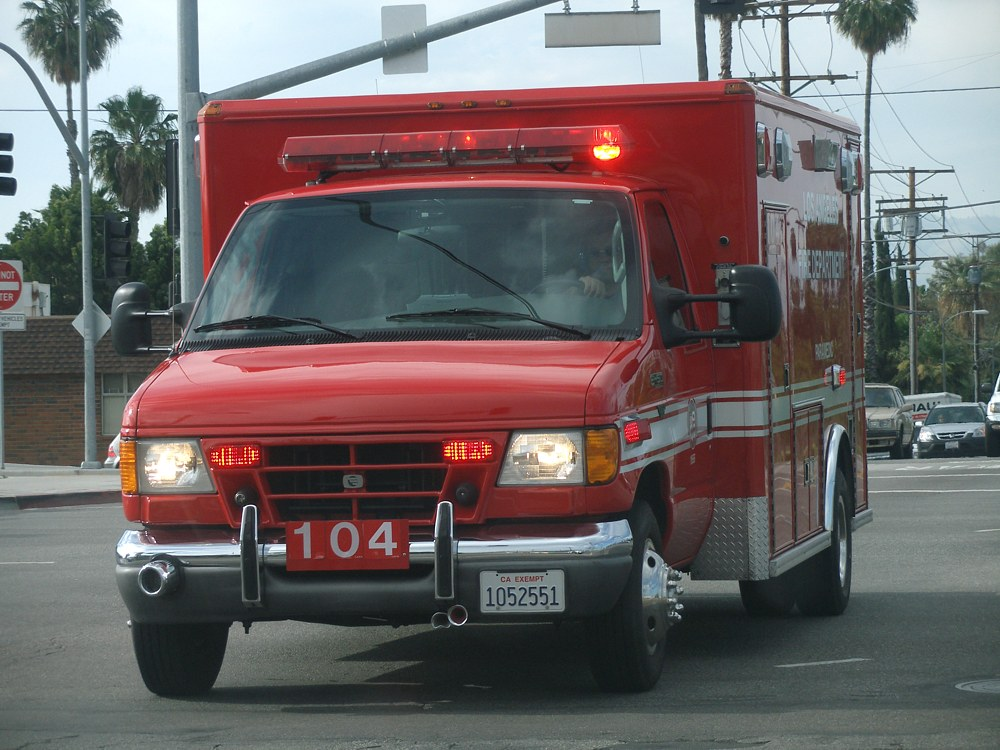
Карета скорой помощи, принадлежащая пожарному департаменту Лос-Анджелеса

Указания руководителя тушения пожара обязательны для исполнения всеми должностными лицами и гражданами на территории, на которой осуществляются боевые действия по тушению пожара.

## Телефоны

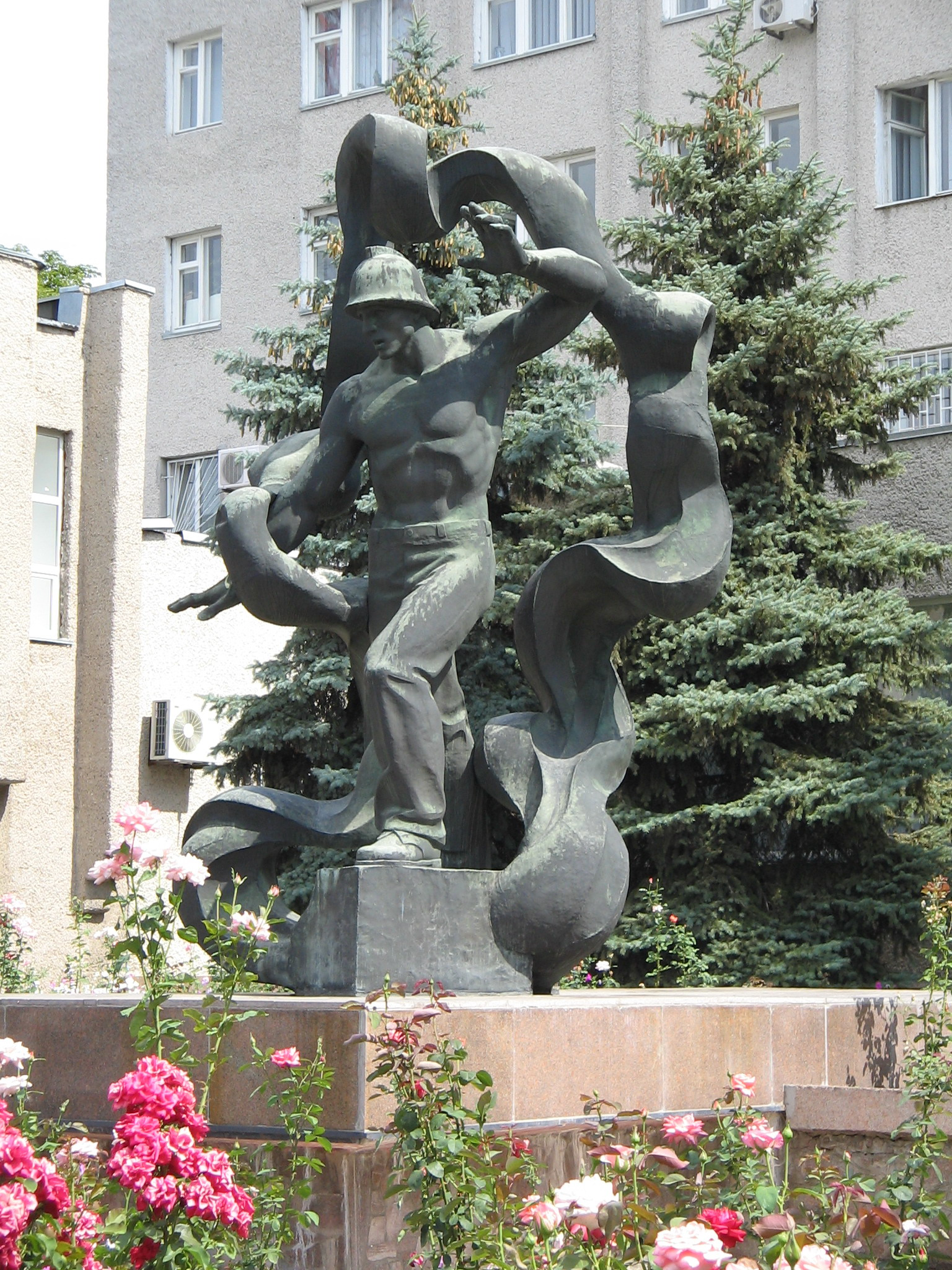
Памятник огнеборцам в Николаеве

| Страны         | Номер              | Комментарий                                                                                         |
| -------------- | ------------------ | --------------------------------------------------------------------------------------------------- |
| Россия         | 01, 101, 112 , 010 | Оперативный дежурный (круглосуточно)                                                                |
| Белоруссия     | 101; 112           | Оперативный дежурный (круглосуточно)                                                                |
| Украина        | 101; 112           | |
| Еврозона       | 112                | единый номер для срочного вызова                                                                    |
| Австрия        | 112, 122           | |
| Бельгия        | 100 или 112        | |
| Великобритания | 999                | |
| Греция         | 199                | |
| Испания        | 085 или 080        | |
| Италия         | 115                | |
| Польша         | 998                | |
| Словакия       | 150                | |
| Франция        | 18                 | |
| Чехия          | 150                | |
| Швейцария      | 118                | |
| Бразилия       | 193                | |
| Чили           | 132                | |
| США            | 911                | единый номер для срочного вызова пожарных, полиции, скорой медицинской помощи или комбинации служб. |

## Признательность
- Памятник пожарным и спасателям во дворе Северо-Кавказского регионального центра МЧС России (Пятигорск) открыт в июне 2014 года[21].
- Эстонский музей пожарной охраны